# Collegio elettorale di Perugia - Todi
Il collegio di Perugia - Todi fu un collegio elettorale uninominale della Repubblica Italiana per l'elezione della Camera dei deputati. Apparteneva alla circoscrizione Umbria e fu utilizzato per eleggere un deputato nella XII, XIII e XIV legislatura.
Venne istituito nel 1993 con la cosiddetta Legge Mattarella (Legge n. 277, Nuove norme per l'elezione della Camera dei deputati), attuata in seguito al referendum abrogativo del 1993. La legge istituì per la Camera dei deputati e per il Senato della Repubblica un sistema di elezione misto, in parte maggioritario e in parte proporzionale. Il 75% dei parlamentari dell'assemblea veniva eletto in collegi uninominali tramite sistema maggioritario a turno unico; il restante 25% alla Camera veniva eletto tramite sistema proporzionale con liste bloccate.
Il collegio venne abolito insieme a tutti gli altri che costituivano la Camera con la promulgazione della legge elettorale successiva, la cosiddetta Legge Calderoli. Questa prevedeva un sistema proporzionale con premio di maggioranza, che alla Camera veniva attribuito a livello nazionale.

## Territorio
Il collegio di Perugia - Todi era uno dei 7 collegi uninominali in cui era suddivisa l'Umbria e, come previsto dal D.Lgs. del 20 dicembre 1993 n. 536, era interamente compreso nella provincia di Perugia e comprendeva i seguenti comuni: Bettona, Collazzone, Corciano, Deruta, Fratta Todina, Giano dell'Umbria, Gualdo Cattaneo, Marsciano, Massa Martana, Monte Castello di Vibio, parte del comune di Perugia, Todi e Torgiano.

## Eletti
| Elezione | Elezione | Deputato               | Partito           |
| -------- | -------- | ---------------------- | ----------------- |
|          | 1994     | Ferdinando Adornato    | Progressisti (AD) |
|          | 1996     | Fabrizio Felice Bracco | L'Ulivo (PDS)     |
|          | 2001     | Alberto Stramaccioni   | L'Ulivo (DS)      |

## Dati elettorali

### XII legislatura

#### Risultati proporzionale
| Coalizioni        | Coalizioni                      | Liste                                 | Liste                              | Voti   | %     |
| ----------------- | ------------------------------- | ------------------------------------- | ---------------------------------- | ------ | ----- |
|                   | Progressisti                    |                                       | Partito Democratico della Sinistra | 30.428 | 37,50 |
|                   | Progressisti                    | Rifondazione Comunista                | 7.116                              | 8,77   |       |
|                   | Progressisti                    | Partito Socialista Italiano           | 2.190                              | 2,70   |       |
|                   | Progressisti                    | Federazione dei Verdi                 | 1.634                              | 2,01   |       |
|                   | Progressisti                    | Alleanza Democratica                  | 944                                | 1,16   |       |
|                   | Progressisti                    | Movimento per la Democrazia - La Rete | 520                                | 0,64   |       |
| Totale coalizione | Totale coalizione               | 42.832                                | 52,78                              |        |       |
|                   | Polo del Buon Governo           |                                       | Alleanza Nazionale                 | 12.927 | 15,93 |
|                   | Polo del Buon Governo           | Forza Italia                          | 12.533                             | 15,45  |       |
| Totale coalizione | Totale coalizione               | 25.460                                | 31,38                              |        |       |
|                   | Patto per l'Italia              |                                       | Partito Popolare Italiano          | 7.708  | 9,50  |
|                   | Patto per l'Italia              | Patto Segni                           | 4.664                              | 5,75   |       |
| Totale coalizione | Totale coalizione               | 12.372                                | 15,25                              |        |       |
|                   | Socialdemocrazia per le Libertà | Socialdemocrazia per le Libertà       | Socialdemocrazia per le Libertà    | 469    | 0,58  |
| Totale            | Totale                          | Totale                                | Totale                             | 81.133 |       |

#### Risultati uninominale
|                               | Ferdinando Adornato ✔️ Eletto | Progressisti                                               | 38 522 | 49,00 |  |  |  |  |  |
|                               | Franco Battistelli            | Polo del Buon Governo (FI - AN - CCD - Uniti per l'Umbria) | 28 033 | 35,66 |  |  |  |  |  |
|                               | Giorgio Casoli                | Patto per l'Italia                                         | 12 058 | 15,34 |  |  |  |  |  |
| Totale                        | Totale                        | Totale                                                     | 78 613 | 100   |  |  |  |  |  |
|                               |                               |                                                            |        |       |  |  |  |  |  |
| Fonte: Ministero dell'interno |                               |                                                            |        |       |  |  |  |  |  |

### XIII legislatura

#### Risultati proporzionale
| Coalizioni        | Coalizioni          | Liste                                     | Liste                              | Voti   | %     |
| ----------------- | ------------------- | ----------------------------------------- | ---------------------------------- | ------ | ----- |
|                   | L'Ulivo             |                                           | Partito Democratico della Sinistra | 28.152 | 34,59 |
|                   | L'Ulivo             | Popolari per Prodi (PPI-SVP-PRI-UD-Prodi) | 4.378                              | 5,38   |       |
|                   | L'Ulivo             | Rinnovamento Italiano                     | 3.412                              | 4,19   |       |
|                   | L'Ulivo             | Federazione dei Verdi                     | 1.428                              | 1,75   |       |
| Totale coalizione | Totale coalizione   | 37.370                                    | 45,91                              |        |       |
|                   | Polo per le Libertà |                                           | Alleanza Nazionale                 | 16.539 | 20,32 |
|                   | Polo per le Libertà | Forza Italia                              | 13.344                             | 16,40  |       |
|                   | Polo per le Libertà | CCD-CDU                                   | 3.799                              | 4,67   |       |
| Totale coalizione | Totale coalizione   | 33.682                                    | 41,39                              |        |       |
|                   | Progressisti        |                                           | Rifondazione Comunista             | 9.546  | 11,73 |
|                   | Lega Nord           | Lega Nord                                 | Lega Nord                          | 788    | 0,97  |
| Totale            | Totale              | Totale                                    | Totale                             | 81.386 |       |

#### Risultati uninominale
|                               | Fabrizio Felice Bracco ✔️ Eletto | L'Ulivo             | 46 428 | 58,31 |  |  |  |  |  |
|                               | Franco Battistelli               | Polo per le Libertà | 33 192 | 41,69 |  |  |  |  |  |
| Totale                        | Totale                           | Totale              | 79 620 | 100   |  |  |  |  |  |
|                               |                                  |                     |        |       |  |  |  |  |  |
| Fonte: Ministero dell'interno |                                  |                     |        |       |  |  |  |  |  |

### XIV legislatura

#### Risultati proporzionale
| Coalizioni        | Coalizioni              | Liste                                 | Liste                   | Voti   | %     |
| ----------------- | ----------------------- | ------------------------------------- | ----------------------- | ------ | ----- |
|                   | Casa delle Libertà      |                                       | Forza Italia            | 18.062 | 21,85 |
|                   | Casa delle Libertà      | Alleanza Nazionale                    | 14.335                  | 17,34  |       |
|                   | Casa delle Libertà      | CCD-CDU                               | 2.180                   | 2,64   |       |
|                   | Casa delle Libertà      | Nuovo PSI                             | 1.750                   | 2,12   |       |
| Totale coalizione | Totale coalizione       | 36.327                                | 43,95                   |        |       |
|                   | L'Ulivo                 |                                       | Democratici di Sinistra | 21.042 | 25,46 |
|                   | L'Ulivo                 | La Margherita (Dem - PPI - RI- UDEUR) | 10.343                  | 12,51  |       |
|                   | L'Ulivo                 | Il Girasole (FdV - SDI)               | 1.817                   | 2,20   |       |
|                   | L'Ulivo                 | Comunisti Italiani                    | 1.770                   | 2,14   |       |
| Totale coalizione | Totale coalizione       | 34.972                                | 42,31                   |        |       |
|                   | Rifondazione Comunista  | Rifondazione Comunista                | Rifondazione Comunista  | 6.355  | 7,69  |
|                   | Lista Di Pietro         | Lista Di Pietro                       | Lista Di Pietro         | 2.461  | 2,98  |
|                   | Lista Pannella - Bonino | Lista Pannella - Bonino               | Lista Pannella - Bonino | 1.236  | 1,50  |
|                   | Democrazia Europea      | Democrazia Europea                    | Democrazia Europea      | 1.211  | 1,47  |
|                   | Paese Nuovo             | Paese Nuovo                           | Paese Nuovo             | 58     | 0,07  |
|                   | Abolizione scorporo     | Abolizione scorporo                   | Abolizione scorporo     | 38     | 0,05  |
| Totale            | Totale                  | Totale                                | Totale                  | 82.658 |       |

#### Risultati uninominale
|                               | Alberto Stramaccioni ✔️ Eletto | L'Ulivo            | 43 687 | 53,20 |  |  |  |  |  |
|                               | Emilia Rosaspina               | Casa delle Libertà | 35 094 | 42,74 |  |  |  |  |  |
|                               | Monia Parroni                  | Lista Di Pietro    | 3 330  | 4,06  |  |  |  |  |  |
| Totale                        | Totale                         | Totale             | 82 111 | 100   |  |  |  |  |  |
|                               |                                |                    |        |       |  |  |  |  |  |
| Fonte: Ministero dell'interno |                                |                    |        |       |  |  |  |  |  |